# 고금고등학교
고금고등학교(古今高等學校)는 대한민국 전라남도 완도군 고금면 덕암리에 있는 공립 고등학교이다.

## 학교 연혁
- 1969년 11월 22일 : 고금실업고등학교 2개 학과 6학급 설립인가 (상업, 가정)
- 1970년 3월 14일 : 개교
- 1974년 12월 12일 : 고금종합고등학교로 교명 변경
- 1985년 6월 17일 : 현 교사로 이전
- 1993년 8월 18일 : 정보처리과 6학급 신설 인가
- 2003년 3월 2일 : 고금고등학교로 교명 변경 (보통과 6학급)
- 2022년 12월 30일 : 제51회 18명 졸업(4,778명)
- 2024년 3월 1일 : 제27대 정병영 교장 부임
- 2024년 3월 4일 : 제55회 입학식

## 참고 자료
- 고금고등학교 - 한국교육학술정보원 학교알리미